# Doña Flor
Doña Flor è un'opera in atto unico di Niccolò van Westerhout, su libretto di Arturo Colautti. Viene considerata una tra le più belle opere italiane di fine Ottocento. L'opera fu eseguita due volte a Mola di Bari, otto volte a Bari e tre volte a Napoli, per un totale di tredici volte.

## Storia
L'opera è stata scritta per essere interpretata nel teatro di Mola di Bari, già intitolato al compositore Niccolò van Westerhout, ed è stata pensata tenendo conto delle sue dimensioni insufficienti ad accogliere orchestre con un grande organico e, tanto meno, a permettere molteplici cambi scenografici. La scena è unica: l'interno di un palazzo signorile con un balcone che si affaccia sul Canal Grande a Venezia. I cantanti vestono un solo costume e presenziano la scena durante tutta l'opera. Cantanti e orchestrali sono ridotti allo stretto necessario: tre protagonisti ed un coro di gondolieri fuori campo .  